# 호미곶면
호미곶면(虎尾串面)은 대한민국 경상북도 포항시 남구의 면이다. 행정구역상으로 호미곶은 호미곶면 대보리에 속해 있다. 경주 보문관광단지에서 추령을 넘어 양남으로 빠져나온 뒤, 문무대왕릉에서부터 31번 국도를 타고 구룡포에 이르기까지 지방도 제929호선(호미로)를 이용하면 해맞이로 호미곶까지 갈 수 있다.

## 개요
영일만의 끝부분(포항에서 38km)인 호미곶 앞바다는 한류와 난류가 교차하는 해역으로 각종 물고기의 회유지이다. 따라서 정치망 어업이 활발하고, 오징어, 꽁치, 고등어, 김, 미역, 전복, 성게 등 각종 수산자원이 풍부하다. 또한 이곳은 군사적인 요충지로서 중요한 군사시설들이 자리잡고 있다. 바다 바람이 강한 호미곶은 2001년 경북 지역에선 최초로 풍력발전기를 세우고 시험가동을 하고 있다. 2020년에 만든 국내 최대 규모의 등대와 1985년 준공한 국내 최초의 등대박물관이 위치한 이 곳은 전국에서 일출을 가장 빨리볼 수 있는 곳이다. 차후 국가적인 관광휴양지로 개발될 예정이다. 해맞이를 보기 위해 전국에서 관광객들 또한 매년 늘어나고 있다.

## 역사
- 장기군 외북면 명월리/강금리/사지리, 대천리/보천리, 연일군 동해면 대동배동/정천동, 구만동/보천동
- 1914년 4월 1일 영일군 창주면 강사리, 대보리, 동해면 대동배동, 구만동[2]
- 1942년 10월 1일 영일군 구룡포읍 강사리, 대보리, 구만동[3]
- 1986년 4월 1일 대보출장소를 대보면(大甫面)으로 승격
- 1995년 1월 1일 영일군, 포항시가 통합하고 구제를 실시하여, 포항시 남구 대보면으로 개편하였다.[4]
- 2010년 1월 1일 호미곶면으로 개칭하였다.[5]

## 법정리
- 강사리(江沙里)
- 구만리(九萬里): 행정복지센터 소재지
- 대동배리(大冬背里)
- 대보리(大甫里)

## 교육 기관
| 학교명       | 소재지                     | 비고 |
| ------------ | -------------------------- | ---- |
| 대보초등학교 | 남구 호미곶면 보천길 15    |      |
| 대보중학교   | 남구 호미곶면 해맞이로 122 |      |

## 박물관
| 명칭           | 소재지                           | 비고 |
| -------------- | -------------------------------- | ---- |
| 국립등대박물관 | 남구 호미곶면 해맞이로150번길 20 |      |

## 공공 기관
| 기관명     | 소재지                     | 비고 |
| ---------- | -------------------------- | ---- |
| 대보파출소 | 남구 호미곶면 해맞이로 160 |      |

## 금융 기관
| 기관명                | 소재지                       | 비고 |
| --------------------- | ---------------------------- | ---- |
| 구룡포농협 호미곶지점 | 남구 호미곶면 해맞이로 155   |      |
| 구룡포수협 호미곶지점 | 남구 호미곶면 해맞이로 200   |      |
| 호미곶우체국          | 남구 호미곶면 해맞이로 195-1 |      |

## 의료 기관
| 기관명           | 소재지                       | 비고 |
| ---------------- | ---------------------------- | ---- |
| 구평보건진료소   | 남구 호미곶면 해맞이로 200-1 |      |
| 대동배보건진료소 | 남구 호미곶면 호미로 1871    |      |
| 호미곶보건지소   | 남구 호미곶면 해맞이로 200-1 |      |

## 간선 도로
| 구분 | 도로 이름                                                                  |
| ---- | -------------------------------------------------------------------------- |
| 로   | 일출로, 해맞이로, 호미로 (지방도 제929호선)                                |
| 길   | 고래마을길, 관암일출길, 구만길, 대천길, 명월길, 보천길, 송림촌길, 호미곶길 |